# AFI’s 100 Years…100 Songs

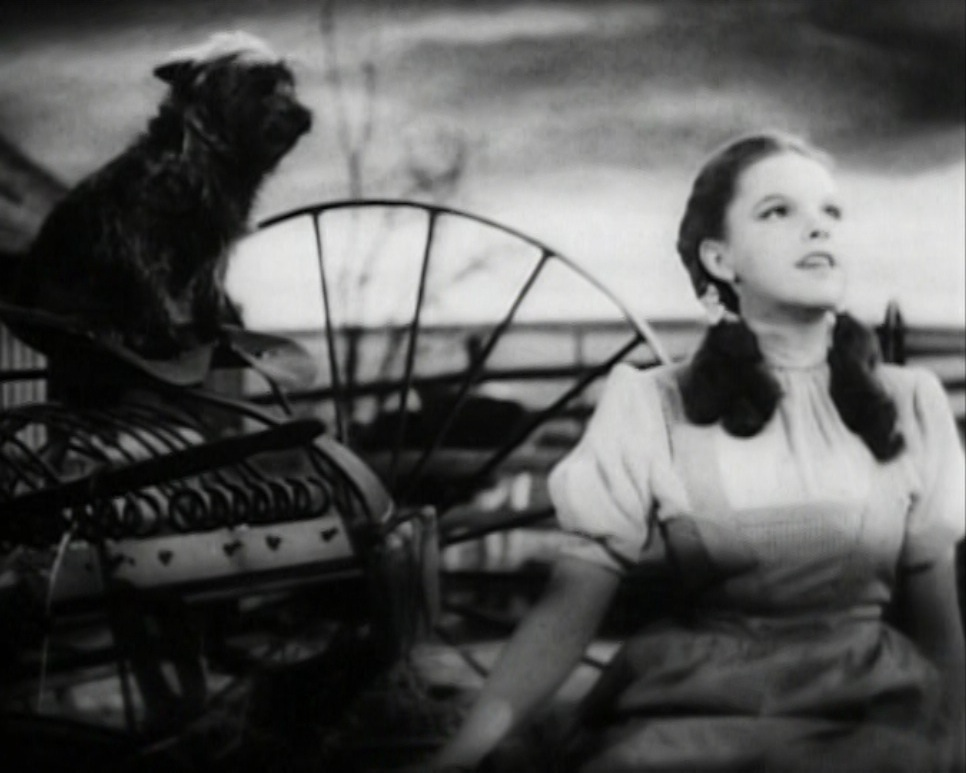
Judy Garland śpiewająca „Over the Rainbow ” w filmie Czarnoksiężnik z Oz (1939)

AFI’s 100 Years…100 Songs – lista 100 najlepszych piosenek w amerykańskich filmach. Została ogłoszona przez Amerykański Instytut Filmowy 22 czerwca 2004 roku na antenie telewizji CBS w specjalnym programie prowadzonym przez Johna Travoltę. Nominowanych było 400 utworów, spośród których ponad 1500 aktorów, scenarzystów i krytyków z Hollywoodu w głosowaniu wybrało 100 najlepszych. Pierwsze miejsce zajęła piosenka „Over the Rainbow” z filmu Czarnoksiężnik z Oz, wykonywana przez Judy Garland. Burt Bacharach powiedział, że: 

Ta piosenka na to zasłużyła. „Over the Rainbow” jest jedną z największych kompozycji, fantastycznie zaśpiewaną przez Judy Garland. Za każdym razem kiedy ją słyszę przechodzą mnie ciarki.

## Lista
| Pozycja | Tytuł piosenki                               | Film                                    | Rok  | Wykonawca(y) piosenki                                                       |
| ------- | -------------------------------------------- | --------------------------------------- | ---- | --------------------------------------------------------------------------- |
| 1       | „Over the Rainbow”                           | Czarnoksiężnik z Oz                     | 1939 | Judy Garland                                                                |
| 2       | „As Time Goes By”                            | Casablanca                              | 1942 | Dooley Wilson                                                               |
| 3       | „Singin' in the Rain”                        | Deszczowa piosenka                      | 1952 | Gene Kelly                                                                  |
| 4       | „Moon River”                                 | Śniadanie u Tiffany’ego                 | 1961 | Audrey Hepburn                                                              |
| 5       | „White Christmas”                            | Gospoda świąteczna                      | 1942 | Bing Crosby                                                                 |
| 6       | „Mrs. Robinson”                              | Absolwent                               | 1967 | Simon & Garfunkel                                                           |
| 7       | „When You Wish upon a Star”                  | Pinokio                                 | 1940 | Cliff Edwards                                                               |
| 8       | „The Way We Were”                            | Tacy byliśmy                            | 1973 | Barbra Streisand                                                            |
| 9       | „Stayin’ Alive”                              | Gorączka sobotniej nocy                 | 1977 | Bee Gees                                                                    |
| 10      | „The Sound of Music”                         | Dźwięki muzyki                          | 1965 | Julie Andrews                                                               |
| 11      | „The Man that Got Away”                      | Narodziny gwiazdy                       | 1954 | Judy Garland                                                                |
| 12      | „Diamonds Are a Girl’s Best Friend”          | Mężczyźni wolą blondynki                | 1953 | Marilyn Monroe (podkład w jednej linijce przez Marni Nixon)                 |
| 13      | „People”                                     | Zabawna dziewczyna                      | 1964 | Barbra Streisand                                                            |
| 14      | „My Heart Will Go On”                        | Titanic                                 | 1997 | Céline Dion                                                                 |
| 15      | „Cheek to Cheek”                             | Panowie w cylindrach                    | 1935 | Fred Astaire, Ginger Rogers                                                 |
| 16      | „Evergreen”                                  | Narodziny gwiazdy                       | 1976 | Barbra Streisand                                                            |
| 17      | „I Could Have Danced All Night”              | My Fair Lady                            | 1964 | Audrey Hepburn (dubbing: Marni Nixon)                                       |
| 18      | „Cabaret”                                    | Kabaret                                 | 1972 | Liza Minnelli                                                               |
| 19      | „Some Day My Prince Will Come”               | Królewna Śnieżka i siedmiu krasnoludków | 1937 | Adriana Caselotti                                                           |
| 20      | „Somewhere”                                  | West Side Story                         | 1961 | Natalie Wood (dubbing: Marni Nixon), Richard Beymer (dubbing: Jimmy Bryant) |
| 21      | „Jailhouse Rock”                             | Jailhouse Rock                          | 1957 | Elvis Presley                                                               |
| 22      | „Everybody’s Talkin'”                        | Nocny kowboj                            | 1969 | Harry Nilsson                                                               |
| 23      | „Raindrops Keep Fallin' on My Head”          | Butch Cassidy i Sundance Kid            | 1969 | B.J. Thomas                                                                 |
| 24      | „Ol’ Man River”                              | Statek komediantów                      | 1936 | Paul Robeson                                                                |
| 25      | „The Ballad of High Noon”                    | W samo południe                         | 1952 | Tex Ritter                                                                  |
| 26      | „The Trolley Song”                           | Spotkamy się w St. Louis                | 1944 | Judy Garland                                                                |
| 27      | „Unchained Melody”                           | Uwierz w ducha                          | 1990 | The Righteous Brothers                                                      |
| 28      | „Some Enchanted Evening”                     | Południowy Pacyfik                      | 1958 | Rossano Brazzi (dubbing: Giorgio Tozzi)                                     |
| 29      | „Born to Be Wild”                            | Easy Rider                              | 1969 | Steppenwolf                                                                 |
| 30      | „Stormy Weather”                             | Stormy Weather                          | 1943 | Lena Horne                                                                  |
| 31      | „Theme from New York, New York”              | New York, New York                      | 1977 | Liza Minnelli                                                               |
| 32      | „I Got Rhythm”                               | Amerykanin w Paryżu                     | 1951 | Gene Kelly & Chór Dziecięcy MGM                                             |
| 33      | „Aquarius”                                   | Hair                                    | 1979 | Renn Woods                                                                  |
| 34      | „Let's Call the Whole Thing Off”             | Zatańczymy?                             | 1937 | Fred Astaire, Ginger Rogers                                                 |
| 35      | „America”                                    | West Side Story                         | 1961 | Rita Moreno, George Chakiris                                                |
| 36      | „Supercalifragilisticexpialidocious”         | Mary Poppins                            | 1964 | Julie Andrews, Dick Van Dyke                                                |
| 37      | „Swinging on a Star”                         | Idąc moją drogą                         | 1944 | Bing Crosby                                                                 |
| 38      | „Theme from Shaft”                           | Shaft                                   | 1971 | Isaac Hayes                                                                 |
| 39      | „Days of Wine and Roses”                     | Dni wina i róż                          | 1963 | Chór                                                                        |
| 40      | „Fight the Power”                            | Rób, co należy                          | 1989 | Public Enemy                                                                |
| 41      | „New York, New York”                         | Na przepustce                           | 1949 | Gene Kelly, Frank Sinatra, Jules Munshin                                    |
| 42      | „Luck Be a Lady”                             | Faceci i laleczki                       | 1955 | Marlon Brando                                                               |
| 43      | „The Way You Look Tonight”                   | Lekkoduch                               | 1936 | Fred Astaire                                                                |
| 44      | „Wind Beneath My Wings”                      | Wariatki                                | 1988 | Bette Midler                                                                |
| 45      | „That’s Entertainment”                       | Wszyscy na scenę                        | 1953 | Fred Astaire, Jack Buchanan, Nanette Fabray, Oscar Levant                   |
| 46      | „Don’t Rain on My Parade”                    | Zabawna dziewczyna                      | 1968 | Barbra Streisand                                                            |
| 47      | „Zip-a-Dee-Doo-Dah”                          | Pieśń Południa                          | 1947 | James Baskett                                                               |
| 48      | „Que Sera, Sera (Whatever Will Be, Will Be)” | Człowiek, który wiedział za dużo        | 1956 | Doris Day                                                                   |
| 49      | „Make ’Em Laugh”                             | Deszczowa piosenka                      | 1952 | Donald O’Connor                                                             |
| 50      | „Rock Around the Clock”                      | Szkolna dżungla                         | 1955 | Bill Haley and His Comets                                                   |
| 51      | „Fame”                                       | Sława                                   | 1980 | Irene Cara                                                                  |
| 52      | „Summertime”                                 | Porgy i Bess                            | 1959 | Diahann Carroll (dubbing: Loulie Jean Norman)                               |
| 53      | „Goldfinger”                                 | Goldfinger                              | 1964 | Shirley Bassey                                                              |
| 54      | „Shall We Dance?”                            | Król i ja                               | 1956 | Deborah Kerr (dubbing: Marni Nixon), Yul Brynner                            |
| 55      | „Flashdance... What a Feeling”               | Flashdance                              | 1983 | Irene Cara                                                                  |
| 56      | „Thank Heaven for Little Girls”              | Gigi                                    | 1958 | Maurice Chevalier                                                           |
| 57      | „The Windmills of Your Mind”                 | Sprawa Thomasa Crowna                   | 1968 | Noel Harrison                                                               |
| 58      | „Gonna Fly Now”                              | Rocky                                   | 1976 | DeEtta Little, Nelson Pigford                                               |
| 59      | „Tonight”                                    | West Side Story                         | 1961 | Natalie Wood (dubbing: Marni Nixon), Richard Beymer (dubbing: Jimmy Bryant) |
| 60      | „It Had to Be You”                           | Kiedy Harry poznał Sally                | 1989 | Frank Sinatra, Harry Connick Jr.                                            |
| 61      | „Get Happy”                                  | Summer Stock                            | 1950 | Judy Garland                                                                |
| 62      | „Beauty and the Beast”                       | Piękna i Bestia                         | 1991 | Angela Lansbury                                                             |
| 63      | „Thanks for the Memory”                      | Wielka transmisja                       | 1938 | Bob Hope, Shirley Ross                                                      |
| 64      | „My Favorite Things”                         | Dźwięki muzyki                          | 1965 | Julie Andrews                                                               |
| 65      | „I Will Always Love You”                     | Bodyguard                               | 1992 | Whitney Houston                                                             |
| 66      | „Suicide Is Painless”                        | MASH                                    | 1970 | Johnny Mandel                                                               |
| 67      | „Nobody Does It Better”                      | Szpieg, który mnie kochał               | 1977 | Carly Simon                                                                 |
| 68      | „Streets of Philadelphia”                    | Filadelfia                              | 1993 | Bruce Springsteen                                                           |
| 69      | „On the Good Ship Lollipop”                  | Bright Eyes                             | 1934 | Shirley Temple                                                              |
| 70      | „Summer Nights”                              | Grease                                  | 1978 | John Travolta, Olivia Newton-John                                           |
| 71      | „The Yankee Doodle Boy”                      | Yankee Doodle Dandy                     | 1942 | James Cagney                                                                |
| 72      | „Good Morning”                               | Deszczowa piosenka                      | 1952 | Gene Kelly, Donald O’Connor, Debbie Reynolds                                |
| 73      | „Isn't It Romantic?”                         | Kochaj mnie dziś                        | 1932 | Maurice Chevalier, Jeanette MacDonald                                       |
| 74      | „Rainbow Connection”                         | Wielka wyprawa muppetów                 | 1979 | Kermit Żaba (dubbing: Jim Henson)                                           |
| 75      | „Up Where We Belong”                         | Oficer i dżentelmen                     | 1982 | Joe Cocker, Jennifer Warnes                                                 |
| 76      | „Have Yourself a Merry Little Christmas”     | Spotkamy się w St. Louis                | 1944 | Judy Garland                                                                |
| 77      | „The Shadow of Your Smile”                   | Brodziec                                | 1965 | Chór                                                                        |
| 78      | „9 to 5”                                     | Od dziewiątej do piątej                 | 1980 | Dolly Parton                                                                |
| 79      | „Arthur’s Theme (Best That You Can Do)”      | Artur                                   | 1981 | Christopher Cross                                                           |
| 80      | „Springtime for Hitler”                      | Producenci                              | 1968 | Chór                                                                        |
| 81      | „I’m Easy”                                   | Nashville                               | 1975 | Keith Carradine                                                             |
| 82      | „Ding-Dong! The Witch Is Dead”               | Czarnoksiężnik z Oz                     | 1939 | Chór                                                                        |
| 83      | „The Rose”                                   | Róża                                    | 1979 | Bette Midler                                                                |
| 84      | „Put the Blame on Mame”                      | Gilda                                   | 1946 | Rita Hayworth (dubbing: Anita Ellis)                                        |
| 85      | „Come What May”                              | Moulin Rouge!                           | 2001 | Nicole Kidman, Ewan McGregor                                                |
| 86      | „(I've Had) The Time of My Life”             | Dirty Dancing                           | 1987 | Bill Medley, Jennifer Warnes                                                |
| 87      | „Buttons and Bows”                           | Blada Twarz                             | 1948 | Bob Hope                                                                    |
| 88      | „Do Re Mi”                                   | Dźwięki muzyki                          | 1965 | Julie Andrews                                                               |
| 89      | „Puttin' on the Ritz”                        | Młody Frankenstein                      | 1974 | Gene Wilder, Peter Boyle                                                    |
| 90      | „Seems Like Old Times”                       | Annie Hall                              | 1977 | Diane Keaton                                                                |
| 91      | „Let the River Run”                          | Pracująca dziewczyna                    | 1988 | Carly Simon                                                                 |
| 92      | „Long Ago (and Far Away)”                    | Modelka                                 | 1944 | Gene Kelly, Rita Hayworth (dubbing: Martha Mears)                           |
| 93      | „Lose Yourself”                              | 8. Mila                                 | 2002 | Eminem                                                                      |
| 94      | „Ain’t Too Proud to Beg”                     | Wielki chłód                            | 1983 | The Temptations                                                             |
| 95      | „(We're Off on the) Road to Morocco”         | Droga do Maroka                         | 1942 | Bing Crosby, Bob Hope                                                       |
| 96      | „Footloose”                                  | Footloose                               | 1984 | Kenny Loggins                                                               |
| 97      | „Forty-Second Street”                        | Ulica szaleństw                         | 1933 | Ruby Keeler, Dick Powell                                                    |
| 98      | „All That Jazz”                              | Chicago                                 | 2002 | Catherine Zeta-Jones, Renée Zellweger                                       |
| 99      | „Hakuna Matata”                              | Król lew                                | 1994 | Nathan Lane, Ernie Sabella, Jason Weaver, Joseph Williams                   |
| 100     | „Old Time Rock and Roll”                     | Ryzykowny interes                       | 1983 | Bob Seger                                                                   |